# Charvonnex
Charvonnex är en kommun i departementet Haute-Savoie i regionen Auvergne-Rhône-Alpes i sydöstra Frankrike. Kommunen ligger i kantonen Annecy-le-Vieux som tillhör arrondissementet Annecy. År 2022 hade Charvonnex 1 545 invånare.

## Befolkningsutveckling
Antalet invånare i kommunen Charvonnex
| Referens: INSEE |